# Kaapse loofbuulbuul
De Kaapse loofbuulbuul (Phyllastrephus terrestris) is een zangvogel uit de familie Pycnonotidae (buulbuuls).

## Verspreiding en leefgebied
Deze soort komt voor in oostelijk en zuidoostelijk Afrika en telt vier ondersoorten:
- P. t. suahelicus: van zuidelijk Somalië tot noordelijk Mozambique.
- P. t. intermedius: zuidelijk Zimbabwe, zuidelijk Mozambique en aangrenzend oostelijk Zuid-Afrika.
- P. t. rhodesiae: van zuidwestelijk Angola tot noordoostelijk Mozambique.
- P. t. terrestris: oostelijk en zuidelijk Zuid-Afrika.

## Status
De grootte van de populatie is niet gekwantificeerd maar de soort wordt omschreven als algemeen tot plaatselijk algemeen. Op de Rode lijst van de IUCN heeft deze soort de status niet bedreigd.